# Agrochola anatolica
Agrochola anatolica är en fjärilsart som beskrevs av Rudolf Pinker 1980. Agrochola anatolica ingår i släktet Agrochola och familjen nattflyn. Inga underarter finns listade i Catalogue of Life.